# Armorial des freguesias de Tomar
- il comporte peu ou pas de sources.
- il reste des blasons à dessiner dans cet armorial.

Cette page donne les armoiries (figures et blasonnements) des freguesias de Tomar. 
| Image | Nom de la commune et blasonnement |
| ----- | --------------------------------- |
|       | Além da Ribeira                   |
|       | Alviobeira                        |
|       | Asseiceira                        |
|       | Beselga                           |
|       | Carregueiros                      |
|       | Casais                            |
|       | Junceira                          |
|       | Madalena                          |
|       | Olalhas                           |
|       | Paialvo                           |
|       | Pedreira                          |
|       | Sabacheira                        |
|       | Santa Maria dos Olivais           |
|       | São João Baptista                 |
|       | São Pedro de Tomar                |
|       | Serra                             |